# Бонифаций IX
Бонифаций IX (лат. Bonifacius PP. IX, в миру — Пьетро Томачелли, итал. Pietro Tomacelli; 1356 — 1 октября 1404) — папа римский с 2 ноября 1389 года по 1 октября 1404 года.

## Биография
Пьетро Томачелли был родом из Неаполя и происходил из старой, но бедной семьи барона Казарано. Хронист Дитрих из Нихайма утверждал, что он был неграмотен. Был кардиналом-диаконом с титулярной диаконией Сан-Джорджо-ин-Велабро с 1381 по 1385. Кардинал-священник с титулом церкви Сант-Анастазия с 1385 по 1389. Архипресвитер папской Латеранской базилики с 1388 по 1389.
Избран папой римским в 1389 году. Самый молодой папа римский XIV столетия.  
Через несколько лет после избрания Бонифация на трон Святого Петра, в Авиньоне был провозглашён папой преемник Климента VII —- Бенедикт XIII. Раскол не только продолжался, но ещё более углублялся. На стороне авиньонских пап были королевские дворы Франции, Неаполя, Шотландии, отчасти Германии. Папу, пребывавшего в Риме, поддерживали Англия, Португалия и Венгрия. Другие страны сохраняли нейтралитет. 
В 1391 году в Риме состоялась канонизация Бригитты Шведской.
Во время правления Бонифация IX были отпразднованы два юбилейных года в Риме. Празднование 1390 года было подготовлено ещё его предшественником Урбаном VI. Несколько городов Германии получили «юбилейные привилегии» — так назвали индульгенции — но проповедь индульгенций привела к злоупотреблениям и скандалам. Юбилей 1400 года привёл в Рим огромные толпы паломников, особенно из Франции. Несмотря на чуму, Бонифаций IX остался в городе.
Антипапа Климент VII умер в Авиньоне 16 сентября 1394 года, но французские кардиналы быстро избрали его преемником 28 сентября кардинала Педро де Луна, принявшего имя Бенедикт XIII. В течение следующих нескольких лет Бонифация IX убеждали отречься от престола даже его самые верные сторонники — король Англии Ричард II (1396) и король Германии Вацлав IV (1398). Однако папа отказался. 
К концу XIV века по Европе стало распространяться флагеллантство. «Белые кающиеся» проходили по улицам городов с белыми капюшонами на головах, хлеща себя плётками, чтобы повторить крестный путь Христа на Голгофу. Впереди процессии неизменно шёл человек с большим крестом на плечах. Ввиду этого, флагеллантство вызвало неприятие у официальной церкви. Примерно в 1399 году подобная процессия подошла к Риму, собрав сторонников по пути. Бонифаций IX и римская курия первоначально поддержала энтузиазм «кающихся», но когда они вошли в Рим, папа приказал схватить лидера процессии и сжечь его на костре, после чего флагелланты разошлись. 
В Англии антипапские проповеди Джона Виклифа встретили одобрение высшего духовенства и короля. В итоге английский парламент утвердил и расширил полномочия Ричарда II, предоставив ему право налагать вето на папские назначения в Англии. Бонифаций IX был вынужден отступить и в итоге признать это решение.
В 1398 и 1399 годах Бонифаций IX обращался к христианской Европе в пользу византийского императора Мануила II Палеолога и находившегося под османской угрозой Константинополя, но энтузиазма для нового крестового похода никто не проявил. 
В 1390 году вместе с антипапой Климентом VII благословил Варварийский крестовый поход.
20 августа 1400 года в Германии князья свергли короля Вацлава IV и возвели на трон Рупрехта, герцога Баварии. В 1403 году Бонифаций IX утвердил низложение Вацлава и признал Рупрехта.
Бонифаций IX не сделал ничего, чтобы ликвидировать схизму. В период его понтификата процветали непотизм, торговля индульгенциями и далеко зашедший куриальный бюрократизм. 
Бонифаций IX умер в 1404 году после непродолжительной болезни.